# Stanisław Gebethner
Stanisław Tytus Gebethner (ur. 4 stycznia 1935 w Warszawie, zm. 26 listopada 2021) – polski prawnik, politolog, profesor Uniwersytetu Warszawskiego. Były kierownik Katedry Prawa Administracyjnego w Europejskiej Wyższej Szkole Prawa i Administracji. W chwili śmierci kierownik Katedry Prawa Publicznego na Uczelni Techniczno-Handlowej im. Heleny Chodkowskiej (przed 21 lutego 2014 Wyższa Szkoła Zarządzania i Prawa im. Heleny Chodkowskiej).

## Życiorys
W 1956 ukończył studia na Wydziale Prawa Uniwersytetu Warszawskiego. W 1963 uzyskał stopień doktora nauk prawnych (promotorem jego rozprawy doktorskiej był prof. Stefan Rozmaryn), zaś w 1991 doktora habilitowanego nauk humanistycznych w zakresie nauk o polityce. 20 sierpnia 2002 uzyskał tytuł naukowy profesora nauk humanistycznych.
Był członkiem Związku Młodzieży Polskiej. Pełnił funkcję przewodniczącego zarządu uczelnianego Związku Młodzieży Socjalistycznej na Uniwersytecie Warszawskim. W latach 1956–2006 był nauczycielem akademickim tej uczelni. Od 1972 do 2006 pracował w Instytucie Nauk Politycznych UW. Kierował Zakładem Systemów Politycznych. W latach 1975–1978 oraz 1984–1987 był prodziekanem Wydziału Dziennikarstwa i Nauk Politycznych UW. Promotor rozpraw doktorskich m.in. Konstantego Wojtaszczyka, Grzegorza Rydlewskiego, Wawrzyńca Konarskiego i Ryszarda Chruściaka. Od 2005 na stanowisku profesora w Instytucie Nauk Politycznych Szkoły Wyższej Psychologii Społecznej. Prowadził też wykłady z prawa administracyjnego w Europejskiej Wyższej Szkole Prawa i Administracji. Od 2011 kierownik Katedry Prawa Publicznego UTH (wcześniej WSZiP), gdzie prowadził wykłady z prawa ustrojowego oraz seminaria z prawa administracyjnego.
Wchodził w skład rady krajowej PRON. Jako reprezentant strony rządowo-koalicyjnej był uczestnikiem obrad Okrągłego Stołu w zespole ds reform politycznych. W latach 1993–1997 członek Trybunału Stanu. W latach 1994–1998 członek Rady Legislacyjnej, a w latach 2002–2006 jej wiceprzewodniczący. Został członkiem Doradczego Komitetu Prawnego przy Ministrze Spraw Zagranicznych. Był zarejestrowany jako kontakt operacyjny SB o pseudonimie „GS”.
Zajmował się zagadnieniami prawa konstytucyjnego, systemów politycznych i systemów wyborczych, m.in. systemem politycznym Wielkiej Brytanii oraz wyborami parlamentarnymi w Polsce.
Postanowieniem prezydenta Aleksandra Kwaśniewskiego z dnia 3 maja 1997, w uznaniu wybitnych osiągnięć w kształtowaniu prawnych podstaw demokratycznego i praworządnego państwa, ze szczególnym uwzględnieniem zasług w tworzeniu nowej Konstytucji Rzeczypospolitej Polskiej, został odznaczony Krzyżem Oficerskim Orderu Odrodzenia Polski.

## Życie prywatne
Był prawnukiem Gustawa Adolfa Gebethnera. Jego bratem był Zygmunt Gebethner.
Pogrzeb odbył się 7 grudnia 2021 na Cmentarzu ewangelicko-augsburskim w Warszawie.

## Publikacje
- System organów państwowych w Polskiej Rzeczypospolitej Ludowej (razem z: Z. Jaroszem i W. Popkowskim), Warszawa 1966.
- Rząd i opozycja Jej Królewskiej Mości w systemie politycznym Wielkiej Brytanii, Warszawa 1967.
- Prawoznawstwo, Warszawa, wiele wydań.
- Ustrój polityczny Polskiej Rzeczypospolitej Ludowej, Warszawa 1976.
- Problemy polityczne współczesnego świata (razem z Z. Chrupkiem), Warszawa 1979.
- Modele rządów prezydenckich, Warszawa 1982.
- W poszukiwaniu kompromisu konstytucyjnego: dylematy i kontrowersje w procesie stanowienia nowej Konstytucji RP, Warszawa 1998.
- Wybory na urząd Prezydenta Rzeczypospolitej Polskiej: komentarz do Ustawy o wyborze Prezydenta RP, Warszawa 2000.
- Wybory do Sejmu i do Senatu: komentarz do Ustawy z dnia 12 kwietnia 2001 r. – Ordynacja wyborcza do Sejmu Rzeczypospolitej Polskiej i do Senatu Rzeczypospolitej Polskiej, Warszawa 2001.